# Park Jae-bum
Park (J.B.) Jae-bum (23 februari 1982) is een golfprofessional uit Zuid-Korea.

## Carrière
Park speelt sinds 2010 op de Japan Golf Tour en behaalde dat jaar een derde plaats bij het Bridgestone Open. In 2011 won hij het Japan Golf Tour Championship wat in Japan als een van de Majors geldt.

## Gewonnen
- 2011: Japan Golf Tour Championship Citibank Cup Shishido Hills (-6)